# Italsat
Italsat foram dois satélites de telecomunicações experimentais pré-operacionais italianos, lançados respectivamente em 15 de janeiro de 1991 e 08 de agosto de 1996. Eram satélites tecnologicamente muito avançados, construídos pela Alenia Spazio como a indústria contratante principal no âmbito de um programa gerido pela Agência Espacial Italiana.

## Satélites
| Satélite  | Fabricante    | Data do lançamento    | Veículo de lançamento | Estado  |
| --------- | ------------- | --------------------- | --------------------- | ------- |
| Italsat 1 | Alenia Spazio | 15 de janeiro de 1991 | Ariane 44L            | Inativo |
| Italsat 2 | Alenia Spazio | 08 de agosto de 1996  | Ariane 44L            | Inativo |